# Lover Man (Oh, Where Can You Be?)
«Lover Man (Oh, Where Can You Be?)» (с англ. — «Любимый мужчина (о, где же ты можешь быть?)») — популярная песня 1941 года, написанная Джимми Дэвисом, Роджером Рамиресом и Джеймсом Шерманом. Песня была написана для Билли Холидей, которая выпустила её в 1945 году. В её исполнении песня стала хитом, а в 1989 году была включена в Зал славы премии «Грэмми».
В июле 1946 года Чарли Паркер записал свою версию песни под названием «Lover Man». Во время записи артист находился в состоянии алкогольного опьянения, продюсеру Россу Расселу даже пришлось поддерживать его рядом с микрофоном. 
Барбра Стрейзанд записала версию для альбома Simply Streisand в 1967 году, её версия достигла пика на 29 в чарте Billboard Adult Contemporary.
В 1972 году песню записала Дайана Росс для фильма «Леди поёт блюз», в котором она сыграла Билли Холидей.
Песня стала блюзовым и джазовым стандартом, поскольку перезаписывались различными исполнителями.